# Henry Herbert (4. hrabia Carnarvon)

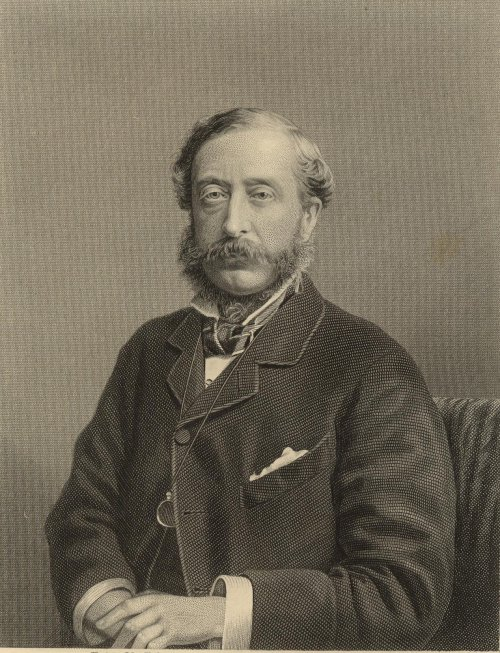
Lord Carnarvon

Henry Howard Molyneux Herbert, 4. hrabia Carnarvon (ur. 24 czerwca 1831 w Londynie, zm. 29 czerwca 1890 tamże) – brytyjski arystokrata i polityk, członek Partii Konserwatywnej, minister w rządach lorda Derby’ego, lorda Beaconsfielda i lorda Salisbury’ego.
Był najstarszym synem Henry’ego Herberta, 3. hrabiego Carnarvon, i Henrietty Anny Howard, córki lorda Henry’ego Howarda-Molyneux-Howarda. W latach 1833–1849 nosił tytuł grzecznościowy lorda Porchester. Tytuł parowski odziedziczył po śmierci ojca w 1849 r. Po osiągnięciu wymaganego prawem wieku zasiadł w Izbie Lordów. Wykształcenie odebrał w Eton College oraz w Christ Church na Uniwersytecie Oksfordzkim.
W latach 1858–1859 był podsekretarzem stanu w Ministerstwie Kolonii. W latach 1866–1867 stał na czele tego resortu. Przedstawił również projekt British North America Act, który przyznawał Kanadzie ograniczoną suwerenność. Zrezygnował w 1867 r., kiedy Benjamin Disraeli przedstawił projekt reformy wyborczej.
Carnarvon powrócił do rządu w 1874 r. Ponownie został ministrem kolonii. Postulował nadanie autonomii na wzór kanadyjskim Afryce Południowej, ale zrealizował tego zamierzenia. Zrezygnował w 1878 r. w proteście przeciwko rządowej polityce wschodniej. W latach 1885–1886 był Lordem Namiestnikiem Irlandii.
Zmarł w 1890 r. i został pochowany w zamku Highclare w hrabstwie Berkshire.

## Rodzina
6 września 1861 r. w Opactwie Westminsterskim poślubił lady Evelyn Stanhope (3 listopada 1834–25 stycznia 1875), córkę George’a Stanhope'a, 6. hrabiego Chesterfield, i Anne Weld-Forester, córki 1. barona Forester of Willey Park. Henry i Evelyn mieli razem syna i trzy córki:
- Winifred Anne Henrietta Christiana Herbert (2 lipca 1864–28 września 1933), żona kapitana Alfreda Bynga i Herberta Gardnera, 1. barona Burghclere of Walden, miała dzieci z drugiego małżeństwa
- George Edward Stanhope Molyneux Herbert (26 czerwca 1866–5 kwietnia 1923), 5. hrabia Carnarvon
- Margaret Leonora Evelyn Selina Herbert (18 września 1870–13 września 1958), żona sir George’a Duckwortha, nie miała dzieci
- Victoria Alexandrina Mary Cecil Herbert (31 grudnia 1874–15 listopada 1957), komandor Orderu Imperium Brytyjskiego

26 grudnia 1878 r. poślubił Elizabeth Catherine Howard (29 marca 1856–1 lutego 1929), córkę Henry’ego Howarda i Charlotte Long, córki Henry’ego Long. Henry i Elizabeth mieli razem dwóch synów:
- Aubrey Nigel Henry Molyneux Herbert (3 kwietnia 1880–26 września 1923)
- Mervyn Robert Howard Molyneux Herbert (2 grudnia 1882–26 maja 1929), ożenił się z Mary Willard, miał dzieci